# Eublemma chamila
Eublemma chamila is een vlinder van de familie van de spinneruilen (Erebidae). De wetenschappelijke naam van deze soort is voor het eerst voorgesteld door Max Wilhelm Karl Draudt in een publicatie uit 1936.
De soort komt voor in Centraal-China.